# Gisela Schinzel-Penth

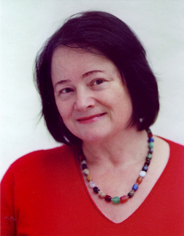
Gisela Schinzel-Penth 2007

Gisela Schinzel-Penth (* 20. November 1946 in München) ist eine deutsche Schriftstellerin, Volkskundlerin und Verlegerin. Schwerpunkte ihrer schriftstellerischen Tätigkeit sind Volkskunde und Sagenforschung. Überregional bekannt wurde sie durch das Buch Was geschah damals wirklich?, welches neutestamentliche Texte sowie unerklärliche religiöse Ereignisse auf rationale Weise zu erklären versucht. Weiterhin gehören zu Gisela Schinzel-Penths Werk Kinderliteratur, Hör- und Märchenbücher.

## Wirken
Gisela Schinzel-Penth studierte Pädagogik und war am Anschluss an ihr Examen einige Jahre als Lehrerin tätig.  Später begann sie als freie Schriftstellerin zu arbeiten. Ihr literarisches Schaffen erstreckt sich auf Märchen, Gedichte, Kurzgeschichten sowie Heimat- und Sachbücher.
Gisela Schinzel-Penths Märchenbuch Die blaue Kugel fasst alle ihre bisher geschriebenen Märchen, die teilweise schon früher in Büchern erschienen oder im Rundfunk gesendet worden waren, zusammen.  Wie ihr Vorbild Wilhelm Hauff hat sie diese in Rahmenerzählungen eingebunden. Ihre Märchenbücher erschienen teilweise illustriert u. a. von Norbert Gerstlacher.
Hauptgebiete ihrer schriftstellerischen Tätigkeit sind Volkskunde und Sagenforschung.
Sie sammelt seit fast 50 Jahren Sagen und Legenden aus verschiedenen Bezirken des Landes, großteils Feldforschung, veröffentlicht zu diesem Thema bisher 15 Bücher.
Ihr wichtigstes Werk ist jedoch ein wissenschaftliches Buch mit dem Titel Was geschah damals wirklich?. Darin vergleicht sie Bibelberichte zur Passion Christi mit den Aussagen der Visionärinnen A. K. Emmerich und Th. Neumann und den Ergebnissen neuer wissenschaftlicher Forschungen der Fachrichtungen Archäologie, Astronomie, Chemie, Medizin, Physik, sowie Informatik. Das Buch wird kontrovers diskutiert und ruft Gegner und Befürworter auf den Plan.
Die Werke von Gisela Schinzel-Penth befinden sich in zahlreichen in- und ausländischen Bibliotheken, auch Universitätsbibliotheken, etwa in der Schweiz, in Österreich, Italien, USA oder im Vatikan.
Gisela Schinzel-Penth ist ebenso für Rundfunk und Fernsehen tätig. Diese Medien übertrugen eine Reihe ihrer Märchen und Geschichten. Auch die Person der Autorin wurde porträtiert und ihre schriftstellerische und volkskundliche Tätigkeit beleuchtet. Weiterhin ist sie für Zeitungen und Magazine tätig.
Einige ihrer Geschichten wurden unter dem Titel Die Hexe vom Wendelstein oder Der schwarze Ritter vom Rackersee zu Theaterstücken zusammengestellt, von dem Musiker und Komponisten Andreas Hinterseher vertont und kamen seither mehrfach zur Aufführung.
Die Autorin organisiert mit dem Bezirk von Oberbayern, Museen und verschiedenen Heimatvereinen Ausstellungen zu den Themen: Sagen der Heimat, Brauchtum, historische Gewänder.
Seit 2010 betätigt sie sich beim Ambro Lacus Buch- und Bildverlag als Verlegerin.

## Veröffentlichungen

### Sagenbücher
- Das versunkene Schloß, Sagen und Legenden aus dem Würmtal – Hornung Verlag 1974
- Sagen und Legenden um das Fünfseenland – Ambro Lacus Verlag 1977
- Sagen und Legenden von Wolfratshausen und Umgebung – Ambro Lacus Verlag 1992, 1994 zusammengefasst und erweitert zu:
- Sagen und Legenden um das Fünfseenland und Wolfratshausen 2001 – Ambro Lacus Verlag, 3. stark erw. Auflage 2017
- Sagen und Legenden um das Werdenfelser Land – Ambro Lacus Verlag 1978
- Sagen und Legenden um Werdenfelser Land und Pfaffenwinkel – Ambro Lacus  Verlag, 3. erw. Auflage 2021
- Sagen und Legenden von München –  Ambro Lacus Verlag 1979, 6. Auflage 2017
- Sagen und Legenden um das Berchtesgadener Land – Ambro Lacus Verlag 1982, 7. erw. Auflage 2018
- Sagen und Legenden um Chiemgau und Rupertiwinkel – Ambro Lacus Verlag 1985, 5. stark erw. Auflage 2016
- Sagen und Legenden von Bischofmais und Umgebung – EOS Verlag 1989
- Sagen und Legenden, Miesbach und Holzkirchen – Ambro Lacus Verlag 1995, 2. Auflage 2004
- Sagen und Legenden um Fürstenfeldbruck und Germering – Ambro Lacus Verlag 1996, 2. unveränderte Auflage 2001
- Hexeneiche, Schwedenlärchen und Tassilolinde – Sagen und Legenden um berühmte Bäume in Altbayern – Ambro Lacus Verlag 1999
- Sagen und Legenden um Tölzer Land und Isarwinkel – Ambro Lacus Verlag 2006, 4. erw. Auflage 2022
- Zwerge, Wichtel und Gnome, Sagen aus dem deutschsprachigen Raum, Teil 1 Süden – Mitautorin Antonie Schuch – Ambro Lacus Verlag 2010
- Zwerge, Wichtel und Gnome, Sagen aus dem deutschsprachigen Raum, Teil 2 Mitte und Norden – Mitautorin Antonie Schuch – Ambro Lacus Verlag 2018

### Sachbücher
- Kircha- und Werktagsg’wand: Katalog zur Ausstellung: Historische ländliche Trachten im südöstlichen Oberbayern (Schloss Pertenstein bei Traunwalchen 1994)
- Haube und Hut, schön und gut: Katalog zur Ausstellung des Heimat u. Volkstrachtenvereins „D’ Würmtaler Menzing e.V.“, 2005–2012
- Die schönsten Strickmuster – ht-Verlag 1984
- Die schönsten Häkelmuster – ht-Verlag 1986
- Stricken u. Häkeln für Kinder – ht-Verlag 1986
- Sticken – ht-Verlag 1989
- Feste feiern mit Kindern – ht-Verlag 1991, 2. Auflage 1994
- Linderhof – Schloss- und Parkführer, Text Schinzel-Penth/Höldrich (auch in engl, holl, ital. Sprache) TopSpoT Guide 2005

### Theologie/Geschichte
- Was geschah damals wirklich?; Passion und Auferstehung von Jesus Christus in Bibelberichten – Visionen – Forschungen. EOS Verlag 2003, erw. Auflage 2007

### Märchenbücher
- Das Rätsel der verwunschenen Burg, Märchen – Hornung Verlag 1979
- Die Gabe der sieben Könige, Märchen – EOS Verlag 1999

Zusammenfassung und Neubearbeitung der beiden Bücher zu:
- Die blaue Kugel, Märchen – Ambro Lacus Verlag 2011

### Kinderbuch
- Purzel und Schnorkel – Hornung Verlag 1976

### CDs / Hörbücher
- CD – Die Hexe vom Wendelstein 2005
- CD – Sagen und Legenden von Wolfratshausen und Umgebung Teil 1, 2009
- CD – Sagen und Legenden von Wolfratshausen und Umgebung Teil 2, 2010
- CD – Sagen & Legenden rund um Isar und Flößerei (Mitarbeit), 2012

### Beiträge

#### Zeitschriften, Tages- und Heimatzeitungen
U. a. in: Süddeutsche Zeitung mit Regionalausgaben, Münchner Merkur mit Regionalausgaben, Würmtalbote, Altbayerische Heimatpost, Chiemgau-Blätter, Südostbayerische Rundschau u. a, mehrere hundert Beiträge, meist heimat- oder volkskundlicher Art. In „Frau im Leben“ Gedichte, Märchen und Beiträge zu religiösem Leben.

#### Bücher
- Heimatkalender für München u. Umland. 2. Jhrg. Hrsg. Hans Sponholz: S. 85., Verlag für Behörden u. Wirtschaft Hof 1979 – Turmschreiberkalender 1987, 1 Beitrag
- Weiß-blaue Lach- u. Schmunzelparade: S. 38, 177–179, ISBN 3-88034-837-5 München: Hugendubel, 1995
- Schweiggert/Reupold: Bayerische Rauhnacht: Zahlreiche Beiträge in verschiedenen  Kapiteln, ISBN 978-3-9812560-0-0 Hrsg. Perschten-Stiftung 2008
- Klaus Bovers: Große Bühne Chiemgau: 1 Beitrag, ISBN 978-3-86222-044-1 Hrsg. Bovers 2011
- Das Lindenblatt. Jahresschrift für schöne Literatur: S. 236, ISBN 978-3-926370-83-9 Arnshaugk Verlag 2012
- Der katholische Glaube. Kraft für den Alltag. Hrsg. Gerhard Stumpf: S. 141–211, ISBN 978-3-9814138-5-4

#### Rundfunk
Bayerischer Rundfunk, Radio Bremen, Radio Melodie, Radio Arabella verschiedenen Lokal-Sendern weit mehr als hundert Beiträge: Märchen, Sagen oder Legenden, aber auch eine BR-Sendereihe „Fünf Reisen in fünf Länder“, in der es darum geht, Ausländerfeindlichkeit bei Kindern und Jugendlichen abzubauen. Dazu kommen Sendungen über sie selbst als Autorin und ihre Arbeit, u. a. ein einstündiges Interview mit ihr, Titel: Hauptsache Mensch; auch online.

#### Fernsehen
U. a. in:
- „Die kunstreiche Uhr“, TV München 2, 22. Juli 2008
- „Lindenzeit“, BR Abendschau, 29. Juli 2012
- „Mystische Orte in München“, BR Capriccio, 12. September 2013
- „Mystischer Blick auf München“, BR Abendschau, 19. Februar 2016

## Auszeichnungen und Ausstellungen
- 1993 mit Bezirk v. Oberbayern: Ausstellung „Eine Trachtenhochzeit in Berlin“ in Schloss Pertenstein u. Burg Tittmoning[31][22][23]
- 1994 mit Heimatbund Pertenstein: Ausstellung „Kircha- und Werktagsg’wand“ in Schloss Pertenstein[31][22]
- 2005–2012 mit „D’Würmtaler“ Menzing: Ausstellung „Haube und Hut“ in München, Inning, Germering, Aschau, Tittmoning usw.[31][22]
- 2012 mit Landratsamt Traunstein: 2 Schautafeln mit Sagen auf dem Panoramaweg an der Rossfeldstraße im Berchtesgadener Land[6][7][8]
- 2013 mit Nationalparkverwaltung Berchtesgaden: Im Informationszentrum der „Haus der Berge“ in der Hörecke: „Sagen aus dem Berchtesgadener Land“[6][7][8]
- 2013 Verleihung Goldene Rose des Künstlerkreis KK83 München-Pasing (Künstlervereinigung) am 12. April 2013 an Gisela Schinzel-Penth[8][32]